# Chironius whipala
Chironius whipala — неотруйна змія з роду зіпо родини полозових (Colubridae). Описана у 2024 році.

## Назва
Видова назва «віпала» походить з аймарської мови, що означає «емблема», тобто емблема корінного народу Анд у Болівії та емблема, яка вшановує та символізує повагу до Пачамами (Матері-Землі). Згідно з аймарським прислів'ям, «там, де є віфала, будуть представлені любов і повага до Матері-Землі (Пачамама) і Всесвіту».

## Поширення
Ендемік Болівії. Мешкає у вологих гірських лісах юнги у департаментах Кочабамба і Санта-Крус. Типова місцевість: «Чакісача, національний парк Карраско, департамент Кочабамба, Болівія (17°24'24.42» пд. ш., 65°15'34.88" зх. д., 1337 м над рівнем моря)".

## Опис
Дорослі та молоді особини мають смарагдово-зелений фоновий колір.